# Мартемьяновская (Ленинградская область)
Мартемьяновская — деревня в Винницком сельском поселении Подпорожского района Ленинградской области.

## История
Деревня Мартияновская «в Озёрах» упоминается в писцовой книге Обонежской пятины 1582 года в Ильинской Винницкой волости.

МАРТЕМЬЯНОВСКАЯ — деревня при реке Ояти, число дворов — 5, число жителей: 26 м. п., 21 ж. п.; Все чудь. (1873 год)

Деревня административно относилась к Винницкой волости 2-го стана Лодейнопольского уезда Олонецкой губернии.

МАРТЕМЬЯНОВСКАЯ (ТОРОПОВА ГОРА) — деревня Озерского сельского общества при реке Ояти, население крестьянское: домов — 11, семей — 11, мужчин — 59, женщин — 66, всего — 125; лошадей — 7, коров — 15, прочего — 12. (1905 год)

Деревня Мартемьяновская на карте 1932 года

Согласно карте Ленинградской области Северо-западного аэрогеодезического треста ГГУ издания 1932 года деревня называлась Мартыновская и насчитывала 5 крестьянских дворов. В деревне находилась мукомольная водяная мельница.
По данным 1933 года деревня Мартемьяновская входила в состав Озёрского вепсского национального сельсовета Винницкого национального вепсского района.

Деревня Мартемьяновская на карте 1940 года

На топографической карте РККА 1940 года Мартемьяновская обозначена как безымянный населённый пункт к северу от деревни Башмаковской, входящий в куст деревень Озёра.
В 1971 году деревни Мартемьяновская и Фёдоровская-на-горе были объединены в один населённый пункт — деревню Мартемьяновская.
По данным 1966, 1973 и 1990 годов деревня Мартемьяновская входила в состав Озёрского сельсовета.
В 1997 году в деревне Мартемьяновская Озёрской волости проживали 4 человека, в 2002 году — 14 человек (русские — 43 %, вепсы — 57 %).
В 2007 году в деревне Мартемьяновская Винницкого СП проживали 11 человек.

## География
Деревня расположена в юго-западной части района на автодороге 41К-713 (Винницы — Казыченская) в месте примыкания к ней автодороги 41К-714 (Лукинская — Пелдуши).
Расстояние до административного центра поселения — 25 км.
Расстояние до ближайшей железнодорожной станции Подпорожье — 111 км.
Деревня находится на правом берегу реки Оять.

## Демография
| 1873 | 1905 | 1997 | 2007 | 2010 | 2017 |
| ---- | ---- | ---- | ---- | ---- | ---- |
| 47   | ↗125 | ↘4   | ↗11  | ↗12  | ↘8   |

### Национальный состав
Согласно данным Всероссийской переписи населения 2021 года в деревне проживал 1 человек, вепс.

## Улицы
Тихвинская.